# Gnotus
Gnotus is een geslacht van insecten uit de orde vliesvleugeligen (Hymenoptera) en de familie Ichneumonidae.

## Soorten
- G. czekelii (Kiss, 1924)
- G. chionops (Gravenhorst, 1829)
- G. hyperae Kusigemati, 1990
- G. klausi Bordera & Hernandez-Rodriguez, 2004
- G. macrurus (Thomson, 1884)
- G. plectisciformis (Schmiedeknecht, 1897)
- G. rugipectus (Thomson, 1886)
- G. rugosus Horstmann, 1993
- G. striatus (Uchida, 1930)
- G. tenuipes (Gravenhorst, 1829)